# ANA福岡空港
ANA福岡空港株式会社（エーエヌエーふくおかくうこう）は、主に旅客ハンドリング業務を行うANAグループの企業。本社は福岡空港内にある。

## 沿革
- 1986年（昭和61年）12月 設立。
- 2012年（平成24年）03月 株式会社ANAエアサービス福岡と、株式会社ANAグランドサービス福岡が統合され、ANA福岡空港株式会社発足。

## 受託航空会社
- 全日本空輸
- ANAウイングス
- Peach Aviation
- スターフライヤー
- IBEXエアラインズ
- オリエンタルエアブリッジ
- ソラシドエア
- AIR DO
- エバー航空
- アシアナ航空
- ベトナム航空
- エアソウル